# Baia di Kola
La baia di Kola o baia di Cola (in russo Кольский залив?, Kol'skij zaliv) è un'insenatura lungo la costa settentrionale russa, nell'oblast' di Murmansk, amministrata dal Kol'skij rajon, dal circondario cittadino di Aleksandrovsk, dal circondario cittadino di Murmansk e dal circondario cittadino della città chiusa di Severomorsk. È situata nella parte sud-occidentale del mare di Barents.

## Geografia
La baia, stretta e lunga, con molte ramificazioni secondarie, si apre verso nord, e costituisce parte del confine occidentale della penisola di Kola. Ha una lunghezza di circa 57 km e una larghezza massima di circa 7,6 km. L'ingresso, tra capo Letinskij (a est) e l'imboccatura della piccola baia Kislaja (a sudovest dell'isola Toros), è largo 7 km. La profondità massima è di 313 m. Le coste sono prevalentemente rocciose, più alte sulla sponda occidentale, dove raggiungono i 348 m s.l.m. del monte Mišukov (Мишукова гора) nei pressi della cittadina di Mišukovo.

### Insenature
La baia, come già detto, si ramifica in diversi bracci secondari. Da nord a sud, lungo la costa occidentale si incontrano:
- La baia Kislaja (Кислая губа), ha una lunghezza di 1,5 km e una larghezza massima di 975 m. La profondità massima è di 63 m.[10] (69°17′42″N 33°22′45″E)
- La baia della Sajda (губа Сайда), lunga 8 km, larga 2 km e profonda 91 m[10] (69°15′52.65″N 33°17′28.75″E)
- La baia Olen'ja (Оленья губа), è lunga 6,4 km e larga 1,5 km; ha una profondità massima di 120 m. Nella sua parte occidentale si ramifica nella baia Kut (бухта Кут).[11] (69°13′05.85″N 33°21′26″E)
- La baia Pala (губа Пала), è lunga 4,5 km e larga 1,2 km circa. È profonda 58 m. Nella parte sud-orientale si trova la baia Korabel'naja (Корабельная бухта), su cui si affaccia il cantiere navale della città di Poljarnyj.[11] (69°11′55.5″N 33°23′47″E)
- Il golfo di Lit'kov (Литькова губа), è una piccola insenatura nella parte centrale della baia; è lungo 650 m e largo 820 m. Vi sfocia un breve corso d'acqua.[12] (69°08′27.55″N 33°25′07″E)
- La baia Retinskaja (Ретинская губа), altra piccola insenatura lunga 450 m circa e larga, al massimo, poco più di 200 m. Vi sfocia un fiume e vi si affaccia l'insediamento disabitato (al censimento 2010) di Retinskoe. Le sue acque sono un cimitero navale.[12] (69°06′44″N 33°22′45″E)
- Il golfo della Belokamenka (Белокаменная губа), lungo 650 m e largo 1,85 km, è una piccola insenatura in cui, rispettivamente, sfocia e vi si affaccia il fiume omonimo e il villaggio omonimo.[13] (69°04′48.05″N 33°11′37.7″E)
- Il golfo della Kulonga (губа Кулонга), poco a ovest del precedente, è lungo 350 m e largo 850 m. Vi sfocia il fiume omonimo.[13] (69°04′30.42″N 33°07′44.15″E)

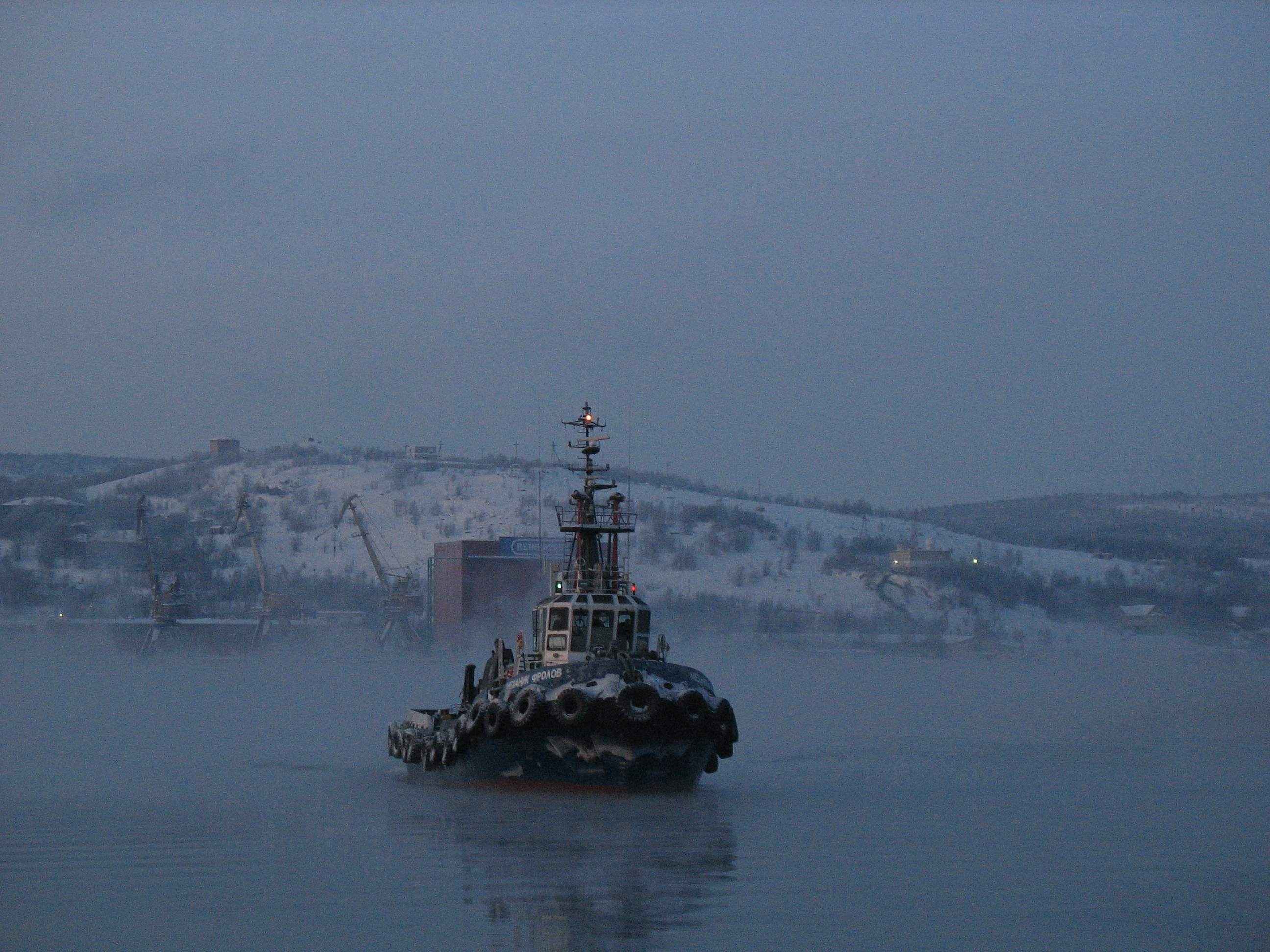
Rimorchiatore nella baia di Kola.

Sul lato orientale si incontrano invece, sempre da nord a sud:
- La baia Bol'šaja Volokovaja (Большая Волоковая губа), insenatura lunga e stretta che si apre verso sudovest, di fronte alla baia Olen'ja. Ha una lunghezza di 2,9 km e una larghezza massima di 700 m; la sua profondità massima è di 78 m. Al suo interno ci sono diverse isolette senza nome; vi sfociano pochi brevi corsi d'acqua; le coste sono prevalentemente rocciose e raggiungono un'altezza massima di 146,9 m s.l.m. sul versante sul lato sud-orientale.[7][14] (69°15′22.55″N 33°35′29″E)
- La baia della Tjuva (губа Тюва), è lunga quasi 4 km, larga 1 km e profonda 65 m all'ingresso. Vi sfociano la Malaja Tjuva e la Bol'šaja Tjuva, che le danno il nome, e pochi altri corsi d'acqua. L'altezza massima lungo la costa è di 91 m s.l.m. All'interno c'è un isolotto senza nome; sulla costa centro-settentrionale si trova l'insediamento abbandonato di Tjuva-Guba.[14] (69°11′25.8″N 33°36′23.35″E)
- La baia di Antonov (Антонова губа), poco a sud della baia precedente, è lunga 550 m e larga 400 m; la profondità massima è compresa tra i 3,8 m e i 5 m.[14] (69°10′57.15″N 33°34′44.5″E)
- Il golfo Sobač'ja (Собачья бухта), è una piccola insenatura lunga solo 100 m e larga 150 m.[14] (69°10′02.45″N 33°34′18.55″E)
- La baia della Srednjaja (губа Средняя), è lunga 2,4 km, larga 1,1 km e profonda 30 m. Al suo interno c'è un'isoletta senza nome; nella parte meridionale sfocia la Srednjaja, che dà il nome alla baia. In quel punto il fiume corre per poche centinaia di metri, uscendo dal lago Domašnee (Домашнее озеро) o Srednee. Le coste raggiungono un'altezza massima di 73 m s.l.m.[15] (69°08′27.55″N 33°34′19.75″E)
- Il golfo della Vaenga (губа Ваенга), insenatura nella parte centrale della baia di Kola, sulla quale si affaccia parte della città di Severomorsk. È lunga 2 km, larga 2,15 km e profonda 81 m. A sudest vi sfocia il fiume omonimo. Si divide nella baia Okolnaja (Окольная губа) a nord, e nella baia Alyš (губа Алыш) a sud.[12][16] (69°05′00″N 33°27′40.55″E)

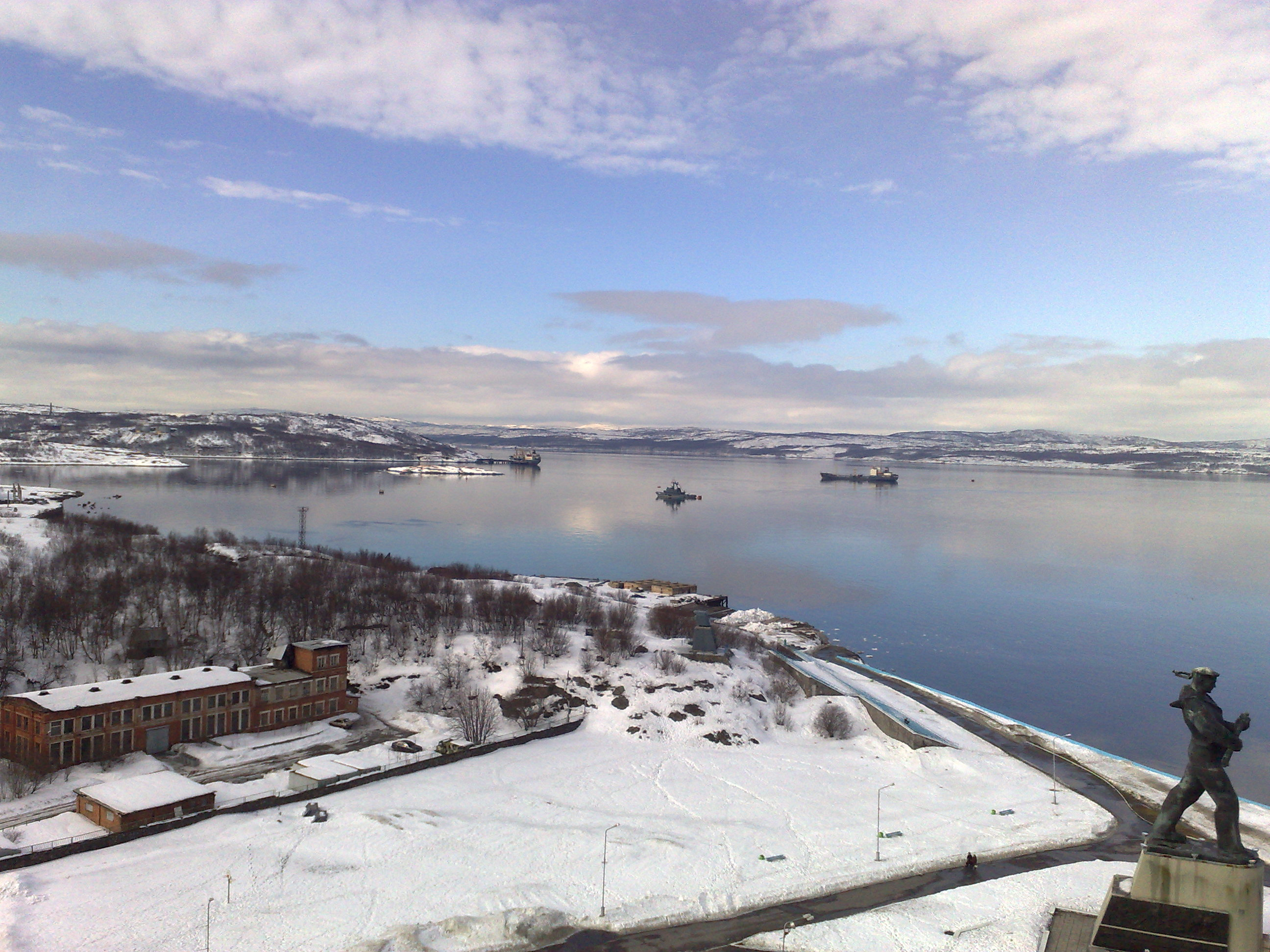
Vista del golfo di Varlamov (a sinistra) e della baia di Kola (a destra).

- Il golfo di Varlamov (Варламова губа), a ovest del precedente, è lungo 1,9 km e largo 1,9 km. Al suo interno si trovano le isole Malyj Varlamov e Bol'šoj Varlamov. Vi sfociano un fiume e alcuni brevi corsi d'acqua. Sul suo lato orientale si affaccia una parte della città di Severomorsk.[16] (69°04′25.55″N 33°22′15.5″E)
- La baia Chlebnaja (Хлебная губа), piccola insenatura a ovest della precedente, lunga quasi 400 m e larga 450 m. Vi sfocia un fiume e sul suo lato occidentale si affaccia una parte della cittadina di Safonovo.[16] (69°04′20.15″N 33°18′10.8″E)
- Il golfo della Grjaznaja (Грязная губа), altra insenatura su cui si affaccia Safonovo, è lunga 2 km, larga 1,5 km e profonda 34 m. Vi sfocia il fiume omonimo; all'ingresso si trovano le isole Malyj Grjaznyj e Bol'šoj Grjaznyj.[16] (69°03′30.5″N 33°16′15.2″E)
- La baia Čalmpuška (губа Чалмпушка), è lunga 850 m e larga 420  Sulle sue sponde si trova parte della cittadina di Rosljakovo.[13] (69°03′30.05″N 33°14′04.8″E)
- Il golfo di Rosljakovo (Рослякова губа), sul quale si affaccia la cittadina omonima, è lungo 1,4 km e largo 1,1 km. Vi sfociano due brevi corsi d'acqua.[13] (69°03′22.75″N 33°12′01.2″E)

### Immissari
La baia prende il nome dalla Kola (река Кола), suo immissario principale insieme alla Tuloma (река Тулома), che si gettano entrambe all'estremità meridionale nei pressi della città di Kola. Molti altri brevi corsi d'acqua si gettano nella baia: tra i maggiori ci sono la Sajda (река Сайда), la Belokamenka (река Белокаменка), la Kulonga (река Кулонга) e la Lavna (река Лавна); che sfociano sulla costa occidentale; da quella orientale si gettano invece la Bol'šaja Tjuva (река Большая Тюва), la Malaja Tjuva (река Малая Тюва), la Grjaznaja (Грязная река), la Srednjaja (Средняя река), la Vaenga (река Ваенга),

### Isole
Le isole presenti nella baia sono numerose; oltre all'isola Toros (остров Торос), alle isole Lajnovy (Лайновы острова) e all'isola Kuvšin (остров Кувшин), che si trovano appena a nord dell'ingresso, all'interno si incontrano, da nord a sud:
- L'isola Zelënyj (остров Зелёный), si trova di fronte all'ingresso della baia della Sajda, a 600 m dalla terraferma.[10] (69°16′46″N 33°24′34.55″E)
- L'isola Bol'šaja Voronucha (остров Большая Воронуха), 1,9 km a est di Zelënyj, è una piccola isola lunga poco più di 200 m e larga meno di 100 m.[10] (69°16′32″N 33°27′49″E)
- L'isola Medvežij (Медвежий остров), 900 m a sud di Zelënyj, è un'isoletta di forma ovale, lunga 330 m e larga 200 m.[10] (69°16′10.15″N 33°25′29.55″E)
- L'isola Sedlovatyj (Седловатый остров), si trova a meno di 400 m dalla terraferma e 2 km a sudest di Medvežij.[10] (69°15′28.5″N 33°28′35″E)
- Le isole Čevrujskie (Чевруйские острова), due isolette a sudest di Sedlovatyj, a soli 1506 m dalla terraferma. La maggiore è l'isola settentrionale con i suoi 160 m di lunghezza e 110 m di larghezza. La minore è lunga 170 m ma larga solo 50 m.[10] (69°15′14″N 33°27′51.6″E)
- L'isola Malyj Berezov (Малый Березов остров), a differenza delle precedenti si trova sulla sponda orientale della baia. È un isolotto ovale a 100 m dalla costa, lungo 90 m e largo appena 45 m.[14] (69°14′01.4″N 33°33′19″E)
- L'isola Bol'šoj Olenij (Большой Олений остров), 200 m a nordest di Ekaterininskij, è per grandezza la seconda isola nella baia; ha una forma irregolare con una lunghezza di circa 940 m e una larghezza di 810 m. Lungo le coste ci sono due insenature dove si trovano diverse isolette senza nome.[11] (69°13′25″N 33°29′04″E)

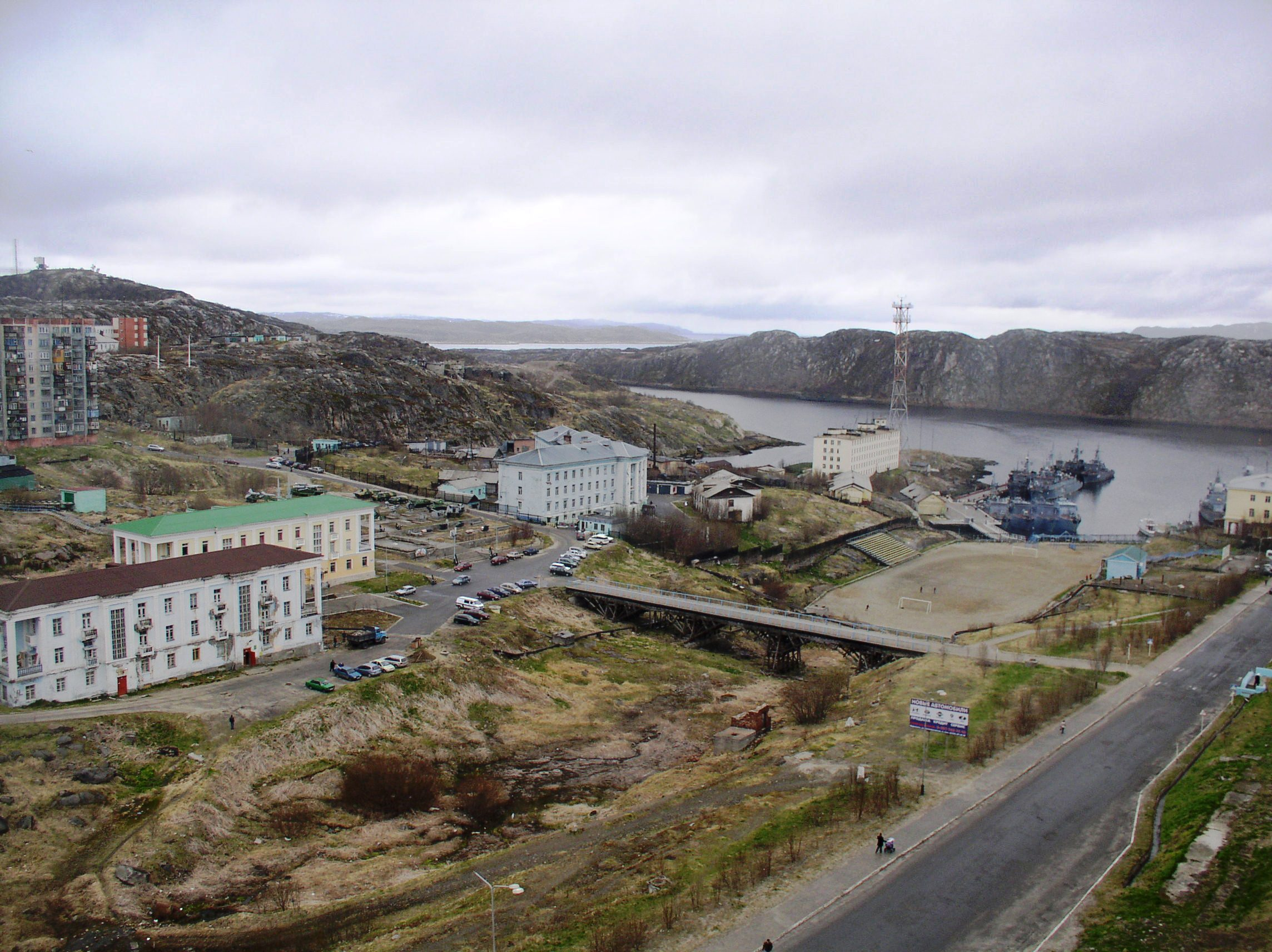
Vista dell'isola Ekaterininskij dal porto di Poljarnyj

- L'isola di Ekaterina (Екатерининский остров), la più grande tra le isole nella baia di Kola; dista meno di 100 m dalla terraferma, con la quale forma il porto naturale Ekaterininskaja (Екатерининская гавань), sfruttato dalla città di Poljarnyj.[11] (69°12′50″N 33°27′44″E)
- Le isole Malye Olen'i (Малые Оленьи острова), due isolotti e pochi scogli 540 m a sudest di Bol'šoj Olenij e 510 m a est di Ekaterina. L'isola settentrionale è lunga 85 m e larga 45 m, quella meridionale è quasi circolare con un diametro di 50–65 m circa.[14] (69°13′01.3″N 33°29′57.75″E)
- Le isole Srednie Olen'i (Средние Оленьи острова), due isolotti un po' più grandi delle Malye Olen'i, si trovano 150 m a sud di queste e 150 m a est di Ekaterina. La maggiore è l'isola nord-occidentale, lunga 190 m e larga 120 m; quella sud-orientale è lunga poco meno di 100 m e larga 55 m.[14] (69°12′48.5″N 33°29′53″E)
- L'isola Bol'šoj Berezov (остров Большой Березов), altra isola sulla sponda orientale, a soli 40 m dalla costa. Ha una forma quasi circaolare con un diametro di circa 120–130 m.[14] (69°12′34.8″N 33°34′08.35″E)
- L'isola Brandvacht (остров Брандвахта), piccola isola ovale 250 m a est della terraferma. È lunga 170 m e larga 85 m. A nordovest, vicino alla costa, ci sono due isolotti senza nome.[14] (69°11′22.45″N 33°30′21.25″E)
- Le isole Severnye Gorjačinskie (Северные Горачинские острова), un'isola con alcuni scogli a nord di essa, distano dalla terraferma 370 m. L'isola maggiore è di forma arcuata, con l'insenatura centrale rivolta alla terraferma; misura 170 m di lunghezza e 120 m di larghezza massima nella parte settentrionale.[14] (69°10′57.5″N 33°29′51.5″E)
- L'isola Južnyj Gorjačinskij (Южный Горячинский остров), 560 m a sudovest delle precedenti e 370 m a est della terraferma dove si trova la località disabitata di Gorjačie Ruč'i, è un isolotto lungo 180 m e largo 100 m.[11][18] (69°10′34.7″N 33°29′18.2″E)
- L'isola Šurinov (Шуринов остров), tra il capo omonimo (Шуринов мыс) a nord e capo Pas (мыс Пас) a sud (da cui dista 420 m), è un isolotto allungato di 250 m di lunghezza e 100 m di larghezza.[12] (69°09′44″N 33°29′25″E)
- L'isola Sal'nyj (Сальный остров), quasi al centro della baia, dista 850 m dal capo omonimo (Сальный мыс) sulla costa orientale e 1,8 km dall'ingresso del golfo di Lit'kov su quella occidentale.[12] (69°07′47.4″N 33°27′41.8″E)
- L'isola Bol'šoj Grjaznyj (остров Большой Грязный), un isolotto ovale a 270 m dalla terraferma, appena a nord dell'ingresso del golfo della Grjaznaja; è lungo 240 m e largo 110 m. La sua altezza massima è di 20,1 m s.l.m.[16] (69°04′00.5″N 33°16′06.55″E)
- L'isola Malyj Grjaznyj (Малый Грязный остров), 190 m a ovest della precedente e a 100 m dalla terraferma, è lungo 160 m e largo 50 m.[16] (69°03′54.5″N 33°15′38.45″E)

All'interno delle varie ramificazioni troviamo invece:
- L'isola Ploskij (Плоский остров), l'isola Jagel'nyj (остров Ягельный),[10] l'isola Domašnij (Домашний остров), l'isola Prodol'nyj (остров Продольный) e le isole Lesnye (Лесные острова), insieme ad alcuni isolotti senza nome, nella baia della Sajda.[10]
- L'isola Šalim (остров Шалим), l'isola Zelënyj (Зелёный остров), l'isola Gagačij (Гагачий остров) e altre 8 isolette senza nome, nella baia Pala.[11]
- L'isola Malyj Varlamov e Bol'šoj Varlamov, nel golfo di Varlamov.[16]

### Insediamenti urbani
Poiché le sue acque sono libere dal ghiaccio per gran parte dell'anno, lungo le coste della baia di Kola sorgono numerose città. Murmansk, la più grande città al mondo oltre il circolo polare, è situata nella parte meridionale, poco a nord dell'altra importante città di Kola. Nella parte centrale si trova la città chiusa di Severomorsk mentre, sul lato occidentale, si trovano le altre città chiuse di Poljarnyj e di Gadžievo (Скалистый, Skalistyj nelle vecchie mappe).

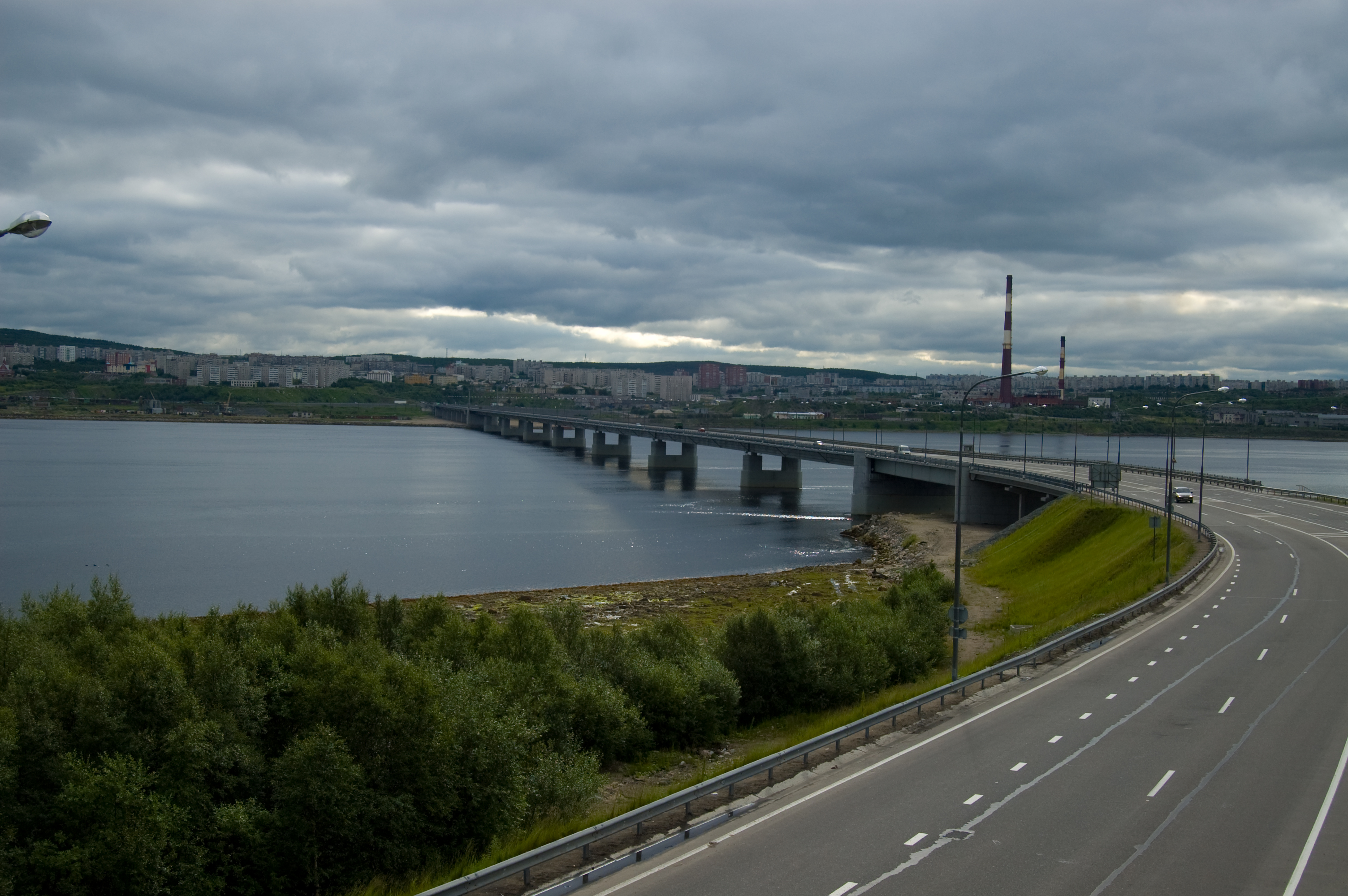
Il ponte che attraversa la baia.

Tra le cittadine vanno ricordate Safonovo e Rosljakovo, tra Murmansk e Severomorsk, e Belokamenka, Min'kino e Mišukovo lungo la costa occidentale. Olen'ja Guba si trova nella baia omonima, e funge anche da base navale della Flotta del Nord, così come Sajda Guba che a differenza della precedente è attualmente disabitata; entrambe dipendono dalla città chiusa di Snežnogorsk, che si trova a poche centinaia di metri dalle acque della baia.

Nel 2005 è stato inaugurato il primo ponte che attraversa la baia, lungo complessivamente 2,5 km.